# Colgate Hoyt
Colgate Hoyt (1849-1922) was een Amerikaanse zakenman. Hij was de directeur van de Oregon Railroad and Navigation Company en een van de oprichters van de plaats Everett, waar een straat naar hem is vernoemd.
Hij was getrouwd met Linda Williams Sherman, de dochter van Charles Taylor Sherman en nicht van William Tecumseh Sherman.